# 필리핀 혁명
필리핀 혁명(필리핀어: Himagsikang Pilipino 또는 Rebolusyong Pilipino; 스페인어: Revolución Filipina 또는 Guerra Tagala)은 1896년부터 1898년까지 스페인 제국에 맞서 혁명 조직 카티푸난(Katipunan)이 벌인 독립 전쟁이다. 이 혁명은 333년에 걸친 스페인의 식민 통치가 끝나는 순간이기도 하다. 필리핀은 스페인 제국의 마지막 주요 식민지 중 하나였으며, 스페인은 이미 1820년대에 큰 쇠퇴를 겪고 있었다. 1895년에 쿠바가 반란을 일으켰고, 1898년에는 미국이 개입하면서 스페인은 곧 항복하게 되었다. 그해 6월, 필리핀 혁명군은 독립을 선언했지만, 스페인은 이를 인정하지 않았다. 대신 스페인은 파리 조약에서 필리핀을 미국에 팔아넘겼다.
카티푸난은 안드레스 보니파시오가 1892년에 비밀리에 설립한 조직이다. 이 단체는 필리핀 민족주의자 호세 리살이 스페인에서 만든 '라 리가 필리피나'라는 조직의 영향을 받았다. 라 리가 필리피나는 필리핀이 스페인 의회에 대표를 파견하는 것을 목표로 했던 단체이다. 카티푸난은 곧 필리핀 전역에서 영향력을 얻었으며 무장 혁명을 준비했다. 하지만 1896년 8월, 마닐라에서 스페인 당국에 발각되면서 혁명은 조기에 시작되었다. 카티푸난은 칼로오칸에서 스페인에 선전포고를 했다. 초기 전투와 교전은 보니파시오가 직접 이끈 마닐라 점령 시도에 집중되었으나 실패하였다. 반면, 인근 지방에서는 혁명군이 더 나은 성과를 냈다. 특히 카비테에서는 마리아노 알바레스와 그의 사촌인 발도메로 아기날도, 그리고 에밀리오 아기날도가 이끄는 반군이 주요 전투에서 승리했다. 이런 성공의 차이는 여러 요인과 함께 카티푸난 내부 지도부의 권력 투쟁으로 이어졌다. 마그디왕(Magdiwang)과 마그달로(Magdalo)라는 두 파벌이 형성되었으며, 각각 보니파시오와 아기날도를 중심으로 나뉘었다. 이 갈등은 1897년 테헤로스 선거에서 절정에 달했으며, 이때 아기날도가 부재중인 상황에서 대통령으로 선출되었다. 하지만 보니파시오는 선거 결과를 무효화했고, 이는 선거가 부정선거였다는 논란으로 이어졌다. 결국 보니파시오는 결과를 인정하지 않았으며, 아기날도는 1897년 4월에 보니파시오의 체포를 명령했다. 마라곤돈에서 열린 재판에서 보니파시오와 그의 형제 프로코피오가 반역죄로 유죄 판결을 받고 사형을 선고받았다. 민족적 통합을 위해 형 집행을 취소하자는 요청에도 불구하고 두 형제는 5월에 처형되었다. 1897년 말, 아기날도의 정부와 스페인 당국은 비악나바토 협정을 체결했다. 이로 인해 적대 행위가 일시적으로 줄어들었으나, 충돌이 완전히 끝난 것은 아니었다.
1898년 4월 21일, 쿠바의 아바나 항구에서 USS 메인호가 침몰하자 미국은 스페인 제국에 전쟁을 선포하면서 스페인-미국 전쟁이 시작되었다. 5월 1일, 조지 듀이가 이끄는 미 해군 아시아 함대가 마닐라 만 전투에서 스페인 해군을 격파했고, 마닐라 주변 지역의 통제권을 확보했다. 5월 19일, 아기날도는 미국의 비공식 지원을 받아 필리핀으로 돌아와 스페인에 대한 공격을 재개했다. 6월에는 혁명군이 거의 전 지역의 시골을 장악했으나 도시들은 여전히 스페인 통제 하에 있었다. 6월 12일, 아기날도는 카위트에서 필리핀 독립 선언을 발표했다. 하지만 스페인이나 미국 어느 쪽도 이 독립을 인정하지 않았다. 이후 스페인과 미국은 파리 조약을 체결해 스페인-미국 전쟁과 스페인의 필리핀 통치를 공식적으로 종결했다.
1899년 2월 4일, 필리핀과 미국 군대 사이에 전투가 시작되면서 필리핀-미국 전쟁이 발발했다. 아기날도는 즉시 미국과의 단절을 선언하며 전쟁을 선포했다. 6월에는 필리핀 제1공화국이 공식적으로 미국에 전쟁을 선포했다. 하지만 이 전쟁은 1902년 7월 필리핀 유기법이 제정되면서 끝났으며, 필리핀은 미국의 비합병 영토가 되었다. 1935년에 공화국 정부가 설립되고, 아기날도의 측근인 마누엘 L. 케손이 대통령이 되었다. 필리핀은 10년 후 독립할 예정이었으나, 태평양 전쟁으로 계획이 지연되었다. 결국 필리핀은 혁명 시작 50년 후인 1946년 7월 4일에야 완전한 독립을 이루게 되었다.

## 개요
16세기 후반 이후 스페인의 식민지 지배 하에 놓여 있던 필리핀에서는 19세기 후반에 식민지 통치의 개혁을 목표로 선전 운동이 전개되었고, 이것이 빠르게 진화하여 1896년 독립 혁명으로 발전했다. 그러나 첫 번째 혁명은 패배하였고, 1898년 스페인-미국 전쟁을 틈타 두 번째 혁명이 일어났다. 1898년 혁명은 필리핀의 독자적인 의회 개설과 헌법 제정을 실현했지만, 스페인과의 강화 조약에 의해 필리핀 영유권을 획득한 미국은 독립을 부정하였다. 결국 미국-필리핀 전쟁이 발발하게 된다. 필리핀 사람들은 게릴라전으로 끈질기게 저항했지만, 결국 패배하였고 미국에 의한 식민지 지배가 다시 시작되었다. 1916년 마누엘 케손의 노력에 의해 필리핀 자치를 인정받은 〈존스 법〉이 통과되었고, 1934년에 이르러 10년 후 필리핀 독립을 인정받는 〈필리핀 독립법〉이 통과되어 필리핀 독립의 길이 열렸다. 그러나 1942년 일본군 침공으로 중단되었다. 따라서 진정한 독립은 제2차 세계 대전 후 1946년까지 미뤄지게 된다. 또한 미국 정부에서는 일련의 동향을 혁명이 아니라 "필리핀 반란"(Philippine Insurrection)이라고 칭하고 있다.

## 과정

### 계몽 운동

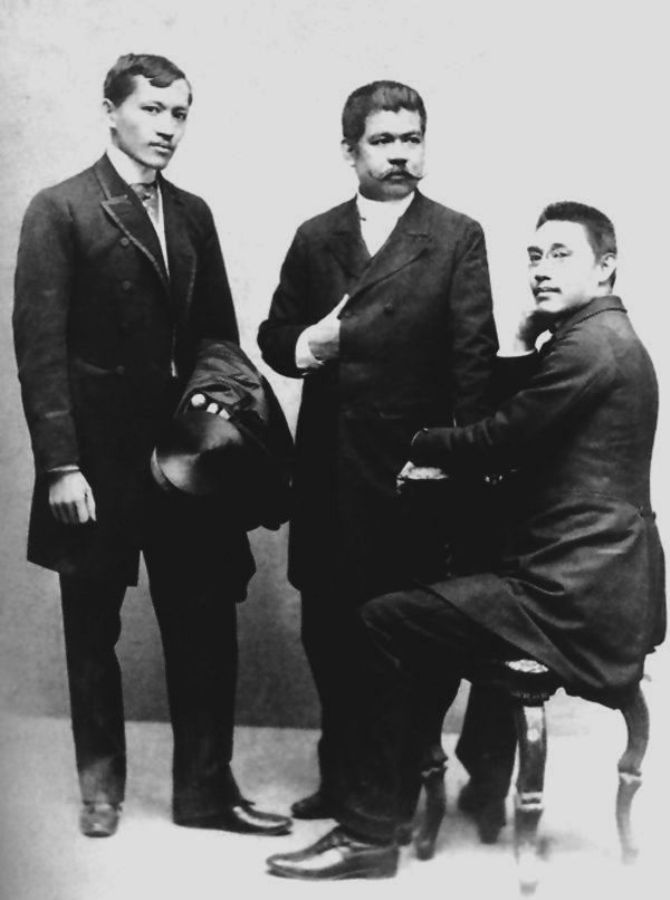
스페인 내의 개혁 운동의 지도자, 호세 리잘, 마르셀로 델 필라 그리고 마리아노 폰세. 사진은 1890년 스페인에서 촬영

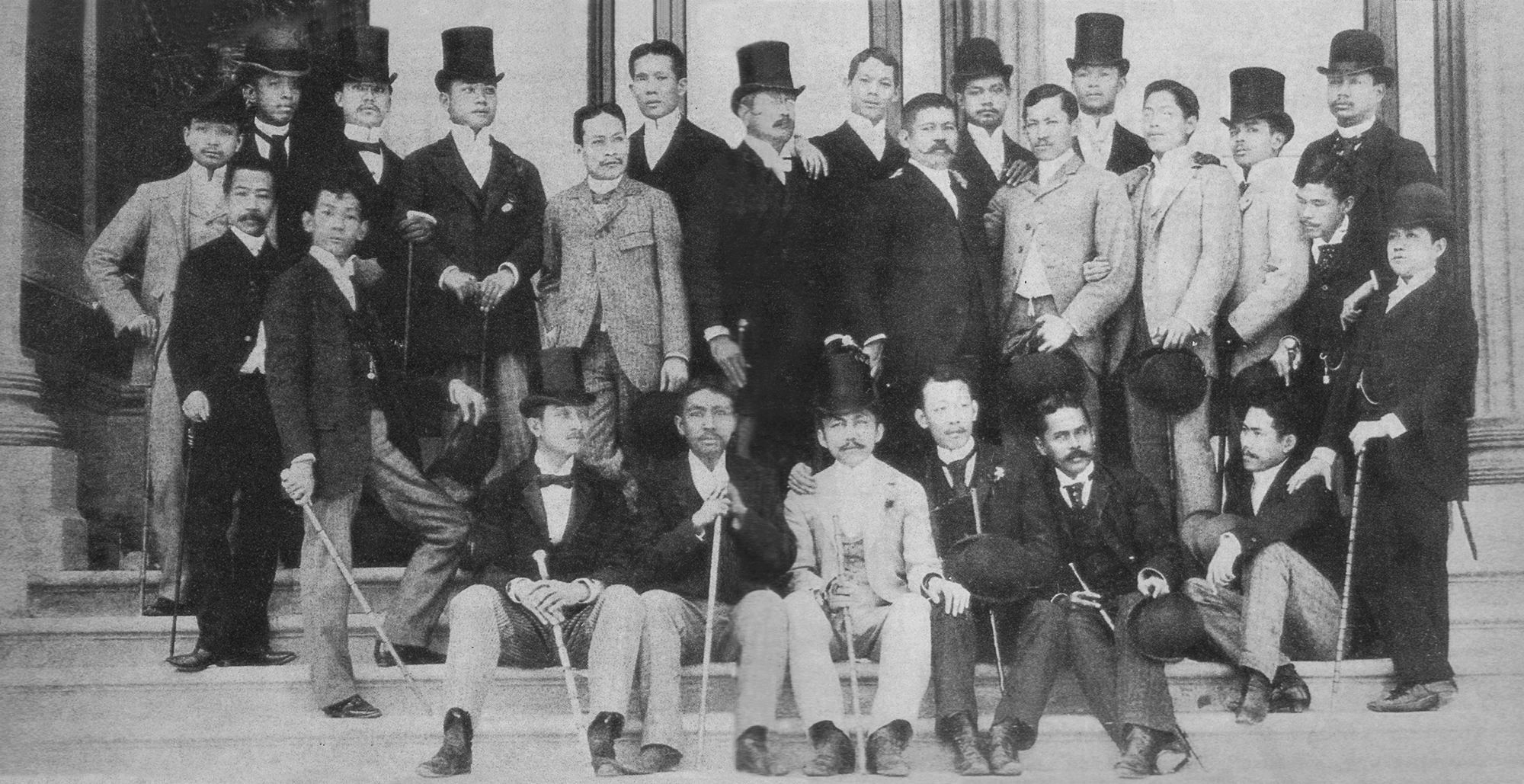
마드리드 황실 건물의 계단에 모여서 사진을 찍은 일러스트라도스

스페인에 의해 식민지 지배를 받던 필리핀에서는 1834년에 마닐라 개항 이후의 사회 변화에 따라 필리핀의 신흥 유산자 계급이 빠르게 성장했다. 유학 등을 통해 고등 교육을 받은 그들은 지배자인 스페인과 피지배자인 자신들 필리핀 사이에 존재하는 지위의 불평등을 인식하게 되었다.
이러한 신흥 민족주의의 흐름 속에서 먼저 스페인 지배에 이의를 제기한 것은 필리핀 신부들이다. 그들은 스페인 수도회가 정점에서 필리핀 가톨릭 교회에서 필리핀이라는 이유로 본당 주임 사제로 승진이 되지 못하는 상황에 불만을 가졌다. 그들은 이러한 차별을 없애기 위해 마리아노 고메즈(Mariano Gomez), 호세 부르고스(José Burgos), 하신토 자모라(Jacinto Zamora), 세 신부를 지도자로 하여 교회 개혁 운동을 일으켰다. 그러나 스페인 식민지청은 1872년 1월 20일 군항 카비테에서 노동자들의 폭동이 일어나자, 세 신부를 배후로 몰아 같은 해 2월 17일 3명의 신부 전원을 처형하여 교회 개혁 운동을 압살했다. 이 사건을 세 신부의 이름을 따서 ‘곰부르자 사건’(GOMBURZA, GOMez + BUrgos + ZAmora)이라고 불렀다.
이어 1880년대가 되어 ‘일러스트라도’(illustrado)라고 하는 민족주의 성향의 지식인들이 필리핀의 정치 참여를 스페인에게 요구하는 계몽 운동을 펼쳤다. 1882년, 마르셀로 델 필라가 최초로 타갈로그어 일간지 〈타갈로그어 신문〉(스페인어와 타갈로그어를 혼용한 신문)를 창간했고, 수도회에 의한 지방 정치 지배를 비판하였다. 1887년, 호세 리잘은 통치자의 부패와 타락과 가혹한 탄압을 다룬 장편 소설 《체제전복》(El filibusterismo)을 베를린에서 출판하여 국제적인 주목을 받았다.
1889년 2월 15일, 바르셀로나에서 운동의 기관지로 창간된 《단결》(La Solidaridad)은 이후 델 필라에 의해 편집되게 되었다. 이 단계에서 민족 운동의 주류는 식민지 지배의 부패 타파를 호소하는 매우 온건한 계몽주의적 개혁 운동에 불과했으며, 당시 리잘은 필리핀 독립을 부정하고 있었다. 그러나 스페인 당국은 이러한 운동의 존재조차 용납하지 않았고, 망명했다가 귀국해 1892년 7월 3일 ‘라 리가 필리피나’(필리핀 민족 동맹)를 결성한 리잘을 체포하였고, 같은 달 7월 6일 민다나오의 다피탄에 유배를 보냈다. 또한 자금 부족을 주요 원인었던 《단결》 잡지도 1895년 11월 15일 정간되었다. 그리하여 10년 이상 지속된 운동이었음에도 불구하고 계몽 운동은 개혁이라는 측면에서 아무런 눈에 띄는 성과를 거둘 수 없었던 것이다.

### 1896년 혁명

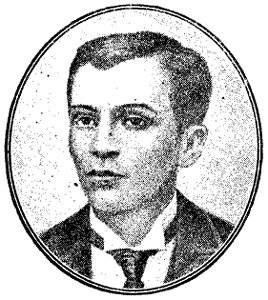
카티푸난의 창시자, 보니파시오

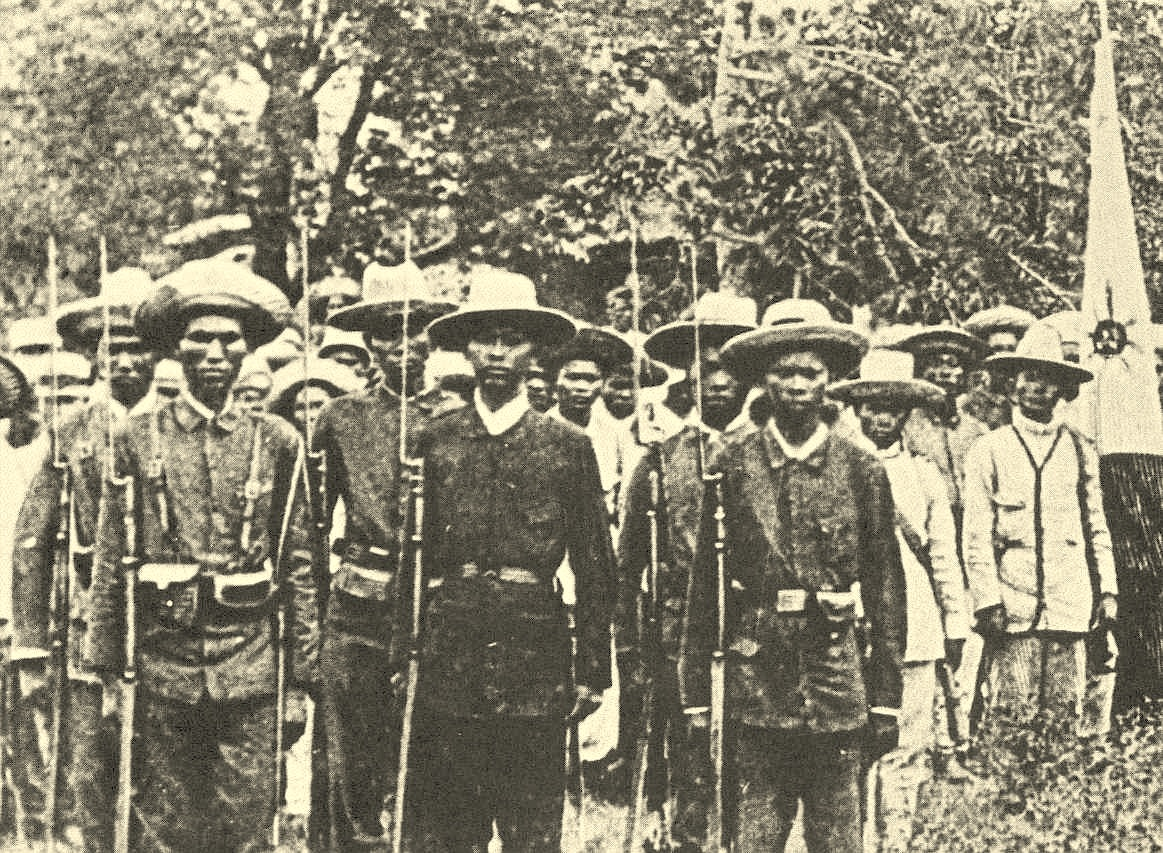
카티푸난 독립군

혁명 정권의 아기날도 대통령

리잘이 체포되자 필리핀 동맹에 참여했던 안드레스 보니파시오는 개혁 운동을 그만두고, 리잘이 유배가 되던 날 1892년 7월 6일 필리핀 독립을 요구하는 비밀 결사 ‘카티푸난’을 마닐라 시내 톤도 지역에서 결성했다. 그들은 1896년 3월 모임의 기관지인 《독립》(Kalayaan)을 창간하는 한편 (탄압을 피하기 위해 이 잡지의 발행 지역은 일본 요코하마로 위장하였다), 필리핀에 기항한 일본 해군의 연습함 ‘곤고’에 승선하고 있던 일본 군인과의 접촉을 요구해 5월 4일에는 보니파시오 등 간부들이 함장과 회담을 하며, 혁명에 도움을 요청했다.
그러나 카티푸난의 존재는 곧 스페인 당국에게 알려지게 되었고, 같은 해 8월 19일에는 당국에 의한 탄압이 시작되었다. 물러날 길이 없었던 보니파시오 무리들은 8월 30일에 무장 봉기를 시작(산후안 델 몬테 전투)하였고, 이를 통해 독립 혁명이 시작되었다. 당초 마닐라 시내의 전투에서 카티푸난은 고전했지만, 마닐라 근교 카비테주에 혁명이 번져서 독립파 세력을 만회하였다. 10월에는 이 지방의 카티푸난 조직을 정리했던 에밀리오 아기날도 무리에 의해 카비테주 동부의 지배가 확립되어 보니파시오를 중심으로 한 카티푸난 조직에서 분리하여 독자적인 세력을 형성했다. 이를 본 스페인 당국은 유배지에서 마닐라에 소환한 리잘에게 반란 교사 혐의를 씌웠고, 12월 30일에 처형함으로써 독립파의 반발을 한층 돋우게 되었다.
리잘의 처형 전후로 독립파 내부의 갈등이 표면화되었고, 독립파의 상층을 대표하는 아기날도와 하층 계급을 대표하는 보니파시오가 독립 혁명의 지도권을 놓고 치열하게 대립했다. 아기날도는 원래 스페인에 의해 카비테 촌장으로 임명된 인물로, 지방 사회에서 힘을 가진 지방 계층 출신이었다. 자산가, 대토지 소유자도 많았던 이 사회 계층은 대체로 자신들의 기득권을 유지 확대에 관심을 가지고 있어고, 따라서 카비테주 등 남타갈로그 지방에서 가장 큰 지주였던 수도회의 해체를 바라고 있었다. 보니파시오 파에 의한 사회 개혁 요구에 대해서도 스스로의 사회 기반을 위협할 수 있다고 여기고 냉담한 태도를 취했다. 1897년 3월 22일 카티푸난 지도부에 의한 테헤로스 회의에서 양자가 대립했지만, 스페인 식민지 군과의 전투에서 승리를 거두고 있었기 때문에 정치적 우위에 서 있었던 아기날도 파가 회의에서 우세했다. 아르테미오 리카르테 파의 지지를 얻으면서, 회의에서는 아기날도를 혁명 정부 대통령으로 선출했다. 패한 보니파시오 형제는 회의장에서 물러났으며, 아기날도와 결별을 알리고 자신의 혁명을 목표로 하게 되었다. 그러나 보니파시오 파의 이반을 두려워 한 아기날도는 그들을 붙잡아 1897년 5월 10일 형제를 모두 처형하고 독립파의 전권을 장악했다.
한편 1896년 10월부터 1897년 초에 걸쳐 스페인 본국에서 병력을 보충하고 전열을 정비한 식민지 군은 반격을 시작했다. 잠깐 동안 루손섬 중남부를 장악하고 있던 독립파가 보니파시오 처형 다음 날에는 근거지인 카비테를 포기하고 산지 지역인 불라칸주 비아크-나-바토 끝에 내몰렸다. 여기에서 아기날도는 11월 1일 자신의 헌법인 〈비아크-나-바토 헌법〉을 제정하고, ‘필리핀’(비아크-나-바토 공화국)의 성립을 선언했지만 열세를 만회하지는 못했다. 11월 18일에서 12월 15일에 걸쳐 일본에서, 스페인 총독과의 평화 협정을 맺고 스페인의 개혁 실행 약속을 교환하고 아기날도 무리들은 일단 홍콩으로 퇴각하여, 그곳에서 망명 지도부를 마련했다(12월 25일). 그러나 한편 보니파시오 무리들의 흐름을 이어받은 사람들은 각지에서 독립 투쟁을 계속해 나갔다.

### 1898년 혁명

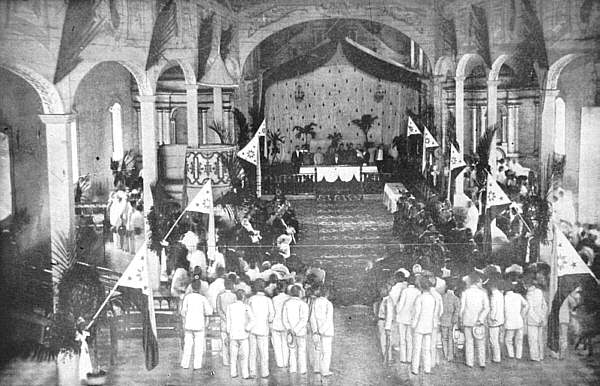
말로로스 혁명 의회, 당시의 사진

이듬해 1898년 4월 25일, 쿠바 독립 전쟁을 계기로 미국-스페인 전쟁이 발발한다. 그 직전 홍콩에서 미국과 독립 원조 밀약을 체결했던 아기날도 망명 지도부는 ‘마닐라 만 해전’(4월 30일 ~ 5월 1일)에서 미국 함대가 대승을 거두자, 5월 19일 미군을 데리고 필리핀으로 귀환했다.
5월 24일, 아기날도는 본거지인 카비테에서 ‘독재 정권’의 수립을 선언하고, 6월 12일에 독립 선언을 발표하면서, ‘독재 정부’ 대통령에 취임했다.(이 날이 현재 필리핀의 독립기념일이다.) 곧이어 6월 중에 독재 정부는 ‘혁명 정부’로 개편하고, 지방 정부의 조직화를 시작하였다. 7월 15일 아폴리나리오 마비니를 수상으로 하는 혁명 정부의 내각을 출범했다. 한편 그때까지 외국에서 무기 구매 협상을 담당했던 재외 유지에 의한 홍콩위원회(1896년 11월 결성)는 혁명 정부의 외교 활동과 무기 조달에 해당하는 홍콩 주재 ‘혁명위원회’로 공식 기관으로 개편하였다.(6월 23일) 이상과 같은 행정기구의 정비와 함께 독립파는 미군과 협력하여 각지를 침공하였고, 8월말까지 루손 중부, 남타갈로그 지역을 스페인 지배에서 해방시켜 혁명 정부의 지배하에 두었다. 그런데 이 시기를 전후하여 미군과의 협력 관계는 점차 미묘한 상황에 빠졌으며, 8월 13일 식민지 지배의 중심지인 마닐라를 점령하여 스페인 군을 항복시킨 미군은 지금까지 군사적으로 공헌해 온 독립파의 진입을 허용하지 않았다.
9월 10일 마닐라 근교의 불라칸주 말로로스는 임시 수도가 되었다. 9월 15일에는 필리핀 대표로 이루어진 의회를 출범하였고, 나아가 1899년 1월에는 마비니를 수반으로 하는 내각이 시작되었다. 1월 21일 자신의 헌법(〈말로로스 헌법〉)을 제정하여 1월 23일 필리핀 제1공화국(말로로스 공화국) 수립 선언에 이르기까지 독립 국가로의 정비를 추진하고 있었다. 이 시점에서 공화국 정부는 민다나오를 제외한 필리핀 전 지역을 거의 장악하고 있었다. 그러나 1년 전인 1898년 12월 10일 미국-스페인 간 〈파리 강화 조약〉을 맺어, 20,000,000 달러를 지급하고 스페인으로부터 필리핀의 주권을 획득하였다. 미국은 12월 21일 매킨리 대통령이 ‘우애적 동화 선언’을 발표하였고, 독립을 부정하였다.

### 미국과의 전쟁

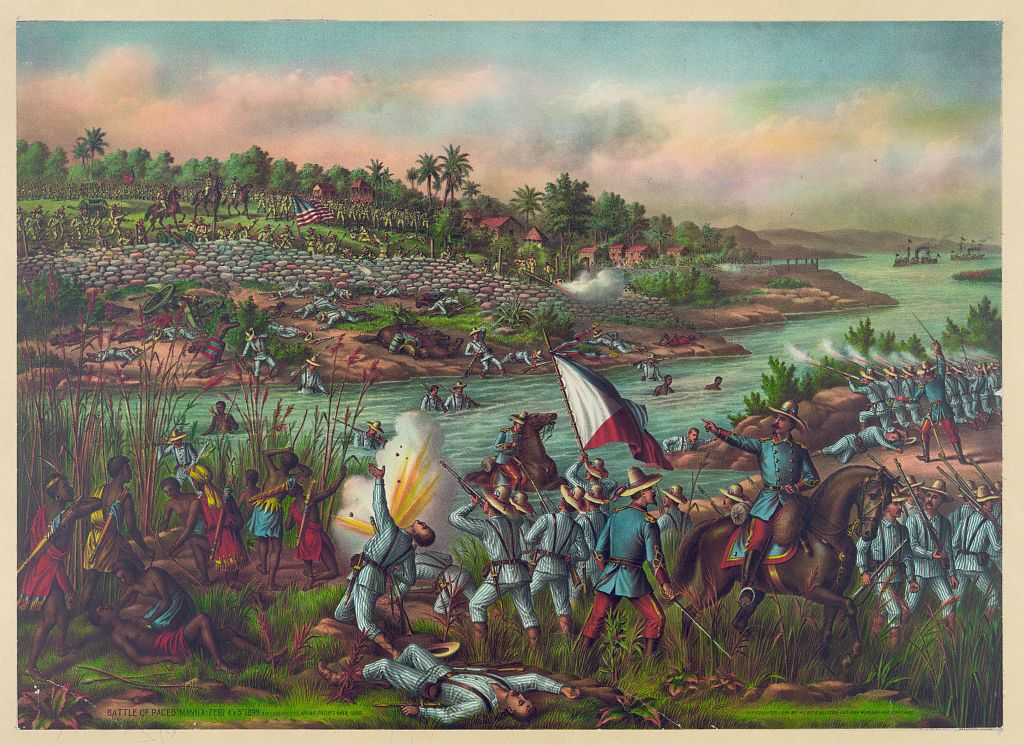
파세오 전투

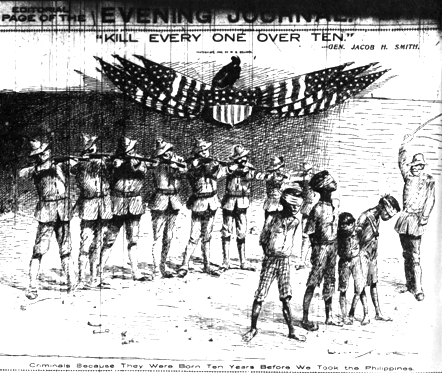
게릴라전을 테마로 한 뉴욕저널의 풍자화, 필리핀인을 총살하는 미군의 뒤로 ‘10세 이상은 몰살’이라고 씌여 있다.

그러나 1899년 3월 31일에 이미 수도 말로로스가 함락된 이후 공화국 정부는 중부 루손 지방의 타를라크주, 누에바에시하주를 전전하며 떠돌 수 밖에 없었다. 그리고 11월 12일 아기날도 대통령은 팡가시난주 비얌방에서 정규군의 해체와 유격대에 의한 게릴라전을 선포하고 루손 북부의 산악 지대로 철수했다.
압도적으로 우세한 미군을 상대로 독립파가 끈기를 보인 것은 그 이후였다. 아기날도 정권 하에서 비당권파로 밀려나 있던 보니파시오 파와 혁명 종교 결사 등은 치열한 게릴라전을 전개하였고, 장기간에 걸쳐 미군을 괴롭히고 있었다. 1901년 3월 23일, 이사벨라주에서 미군에 사로잡힌 아기날도는 4월 1일 미국 지배에 충성을 맹세하고, 더불어 같은 독립파의 여러 부대에도 정전, 항복을 명령하였다. 마찬가지로 포로가 된 리카르테나 마비니 등은 단호히 복종을 거부하였기 때문에, 이들로 인해 아기날도의 인기를 크게 떨어지는 결과가 되었다. 이후 각지에서 독립파 간부들이 투항을 했고, 같은 해 7월에 미국은 군정에서 민정으로 이행하였다. 과거에 선전 운동을 지지하고 있던 신흥 유산자층의 다수가 재빨리 미국에 충성을 맹세하여 친미파 필리핀인이 되었고, 미국은 이들을 행정기구에 등용하여, 유력자를 포섭하여 미국 통치 체제의 안정을 꾀했다.
그런데 아기날도를 따르지 않고 ‘혁명군 총사령관’을 칭했던 미구엘 말바르 장군 등 저항을 계속하는 세력도 있었고, 1902년 4월 말바르 투항 이후, 1902년 7월 4일이 되자 시어도어 루즈벨트 미국 대통령은 마침내 독립 세력의 ‘평정’을 선언했다. 그러나 그 후에도 농민 등 하층민의 지지를 받고 ‘타갈로그 공화국’을 칭했던 마카리오 사카이가 이끄는 게릴라 부대(1904년 ~ 1906년) 등 반미 게릴라들은 계속 등장했다. 미군은 투항 권장 정책과 철저한 탄압 정책을 병용하면서 이러한 독립파 세력을 완전히 진압하고 1910년 무렵에는 식민지 지배 체제를 확고히 하였다. (이때 미군이 게릴라와 농민의 관계를 끊기 위해 채용한 ‘전략촌’은 베트남 전쟁에 이르기까지 미군의 대 게릴라 전쟁의 주요 전술이 되었다.)
그리하여 필리핀과 동남아시아 최초의 식민지 독립 혁명은 좌절로 끝났고, 진정한 독립의 실현은 제2차 세계 대전 후 1946년까지 미뤄지게 되었다.

## 평가
결국 미국은 미군을 필리핀에 보내 저항하는 필리핀인 60만여 명을 학살한 끝에 (최대 150만까지 잡기도 한다.) 필리핀을 차지했다. 미국 대통령이던 윌리엄 매킨리는 필리핀 침공의 이유로 "꿈에 하나님이 나와 야만족의 땅을 선교하라 했다."라는 주장을 하여 지금까지도 논란이 되고 있다. 문제는 당시 이미 필리핀은 인구 80%가 기독교였다는 점인데, 이로 인해 미국에서도 말이 많았다. 마크 트웨인은 처음엔 이 전쟁을 지지하다 참상을 알게 되자 경악하여 미국을 격렬하게 비판하는 책을 썼다가 출판금지를 받았다.

## 같이 보기
- 미국 제국주의
- 시민 혁명
- 필리핀의 역사
- 스페인령 아메리카 독립 전쟁